# ミクティベク・アブディルダイェフ
ミクティベク・アブディルダイェフ（キルギス語: Мыктыбек Юсупович Абдылдаев, Mıqtıbek Yusupoviç (Yusop uulu) Abdıldayev、1953年8月17日 – ）は、キルギスタンの政治家である。2010年より同国議会ジョゴルク・ケネシ議員を務めている。民警中将、二等法務国家参議官。ジョゴルク・ケネシ議長、検事総長、内務相代行、大統領府長官等を歴任した。

## ソビエト連邦時代
1953年、ソビエト連邦キルギス・ソビエト社会主義共和国カラ・ジュィガチ村に生まれる。
1976年、キルギス国立大学文学部卒業。
1976年から1978年までフルンゼ市ソビエト貿易専門学校のコムソモール書記。
1978年から1982年までキルギス・コムソモールの中央委員会事務局副局長。
1982年から1983年までキルギス・コムソモールのイシク・クル州委員会書記。
1983年から1986年までイシク・クル州内務局政治課長。
1986年から1989年までソ連内務省アカデミーで法学を学んだ。
1989年から1990年までイシク・クル州内務局副局長。
1990年、キルギス・ソビエト社会主義共和国最高会議代議員に選出。1991年まで最高会議立法適法性問題常任委員会副議長を務めた。

## キルギス共和国時代
1991年から1994年までイシク・クル州内務局長。
1994年から1997年までキルギス内務省次官。
1997年から2001年1月11日までキルギス内務省第一次官。
2001年から2002年までキルギス安全保障会議副書記、大統領附属国際戦略研究所長。
2002年1、大統領府国防・安全保障課主任。
2002年から2005年3月23日まで検事総長代行、検事総長。
2005年2月および3月に行われた議会選挙の結果に不正が疑われ、抗議行動が広がり、一部が暴徒化した。アスカル・アカエフは抗議活動を制御できなかったことを理由にアブディルダイェフを検事総長から解任した。アカエフはまもなく国外へ脱出し新政権が誕生した（チューリップ革命）。

## チューリップ革命後
2005年3月25日、内務相代行に任命された。
2006年5月11日、クルマンベク・バキエフ大統領により、大統領府第一副長官に任ぜられ、5月17日、大統領府長官に就任した。フェリックス・クロフら敵対勢力によるバキエフの辞任を求める抗議運動が高まる中、2007年4月13日辞任した。
2010年の政変ののち、2010年キルギス議会選挙にアタ・ジュルト党から立候補し当選。
2012年から2014年までアタ・ジュルト党の党首を務めた。
2015年のキルギス議会選挙にビル・ボル党から立候補し当選。
2020年10月6日、キルギス反政府運動により辞任したダスタン・ジュマベコフに代わり議会議長に就任した。

## パーソナル
一等「クジュルモン・クィズマト・オトゴンドゥグ・ウチュン」メダルを受章。
法学科学準博士。